# ZeniMax Media
ZeniMax Media Inc. là một tổng công ty trò chơi điện tử của Mỹ có trụ sở tại Rockville, Maryland, thành lập vào năm 1999.
Công ty sở hữu nhà phát hành Bethesda Softworks với đơn vị phát triển Bethesda Game Studios (nhà phát triển The Elder Scrolls, Fallout, and Starfield), cũng như các nhà phát triển id Software (Doom, Quake, và loạt Rage), Arkane Studios (Dishonored, Prey, và Redfall), MachineGames (loạt Wolfenstein), Tango Gameworks (The Evil Within, Ghostwire: Tokyo, và Hi-Fi Rush), và ZeniMax Online Studios (The Elder Scrolls Online).
Microsoft đã công bố ý định mua lại ZeniMax Media và tất cả các công ty con với giá 7,5 tỷ đô la Mỹ vào ngày 21 tháng 9 năm 2020. Việc mua lại hoàn tất vào ngày 9 tháng 3 năm 2021. ZeniMax Media là công ty con của Microsoft Gaming cùng với Xbox Game Studios và Activision Blizzard.